# 大西一平
大西 一平（おおにし かずひら、1964年5月26日 - ）は、大阪府大阪市城東区出身の元ラグビー選手。ポジションはHO（フッカー）→LO（ロック）→FL（フランカー）・No8（ナンバーエイト）。
なお名前の読みは「いっぺい」と通称されているが、戸籍上は「かずひら」。

## 経歴
大阪市立菫中学校時代、素質を見込まれ野球からラグビーに転向。大阪工業大学高等学校に進学、卒業後1年間ニュージーランドでラグビー修行に出かけ、帰国後明治大学に入学。「壊し屋」の異名を誇った。4年の時主将として伝説の「雪の早明戦」に出場した。
卒業後1989年神戸製鋼に入社、同社ラグビー部（現神戸製鋼コベルコスティーラーズ）に入部し大八木淳史、平尾誠二らとともに90年代前半の黄金期に活躍した。1991年から1993年まで主将を務めた。7連覇の立役者として活躍し95年引退、日本人初のプロコーチとなる。プロコーチとしては近畿大学、専修大学、桜美林大学やその他多くのチームと契約。
2003年、日本IBMの監督に就任する。2006-2007年シーズンの途中、チームの成長とともに2007年限りで監督を辞任することを表明。
2007年、古巣である神戸製鋼コーチに再就任。
2009年、関西ラグビーフットボール協会強化アドバイザー
2010年、常翔学園高校ラグビー部コーチ就任
2011年、日本ラグビーフットボール協会 広報委員就任。同年復興支援団体OVAL HEART JAPAN OFFICE設立。
2012年、一般社団法人OVAL HEART JAPAN（後援：公益社団法人日本医師会）を設立し、代表に就任。
2013年、年間4チームとの契約でチームアドバイザーを務める。
2014年、年間6チームとの契約でチームアドバイザーを務め、その他4チームをスポットコーチ含め指導。
2015年、ラグビーチームとの契約を継続しながら、ストリートラグビーというNEW sportsを開発し、ラグビーの認知度の向上や普及に新たなる道筋を開く。
2016年、ラグビーチームとの契約を継続しながら、一般社団法人STREET RUGBY ALLIANCEを立ち上げ、副代表就任。
2017年、ラグビーチームとの契約を継続しながら、一般社団法人STREET RUGBY ALLIANCE（後援：公益社団法人日本医師会）での企業顧問懇親会を経て、同社団法人インストラクター制度を始動。ストリートラグビーの地域に密着した普及にるコミュニティの創造やソーシャルキャピタルの向上を目指す。ワールドカップの成功やまちづくり、健康寿命の延伸に向けた新しいレガシーコンテンツとしてストリートラグビーの全国への普及に努める。
2017年、富山市政策参与に就任。

## 人物
現役時代は「勝つために何をすべきか」という自説の元に最良のプレーを考え、実践する理論派であった。同時に「ラグビーはルールのある格闘技」と位置づけ、勝つために「強い」「痛い」「きつい」プレーを身をもって実践する選手だった。ラグビーの場合白黒はっきりしないルールの幅があり、彼はこれを「グレーゾーン」と呼んだ。体を張った反則ぎりぎりへの挑戦は、勝利に向けた危険への挑戦でもあった。1987年の「雪の早明戦」終了直前の早大ゴールライン前での約10分間の攻防では、バックスに球を回すことを選ばず、ひたすらスクラム・ラックなどのフォワード戦を挑んだ。
日本代表については「選手を選ぶ基準が決まっていない。監督によって違う」という理由から、選出されるのを拒否し続けた。
NHKのスポーツニュース番組などでコメンテーターなどを務めた他、ラグビーとは離れたところでの、雑誌などのメディアへの登場やCM出演なども多い。

## 出版物
- 「戦闘集団の人間学〜勝つために、組織は、個人は何をすべきか〜」（クレスト社、現在は新潮文庫として出版）
- ラグビー ステップアップスポーツ 大西一平 著（池田書店 版）